# Геттар, Жан-Этьен
Жан-Этьен Геттар (фр. Jean-Étienne Guettard; 1715—1786) — французский минералог, натуралист и врач.

## Биография
Жан-Этьен Геттар родился 22 сентября 1715 года в коммуне Этамп в семье Жана Геттара и Мари-Франсуаз Декюрэн, дочери ботаника Франсуа Декюрэна. Учился в Этампе, затем, под влиянием Декюрена и Бернара де Жюссьё, поступил на медицинский факультет Парижского университета. В 1741 году получил степень кандидата наук за работу Frequentior hodie quam olim febris maligna.
С 1747 года Геттар работал при поддержке герцога Орлеанского Людовика личным врачом и ботаником. После его смерти в 1752 году Геттар продолжил работать в Орлеане при поддержке его сына, Луи-Филиппа I.
Геттар интересовался геологией, он впервые предположил, что горы Оверня имеют вулканическое происхождение. Также обнаружил несколько каолиновых отложений во время поездки в Нормандию. Кроме того, Жан-Этьен изучал ботанику. Он поддерживал систему классификации растений, предложенную Карлом Линнеем. Впоследствии Линней назвал в честь Геттара род растений из семейства Мареновые Guettarda. Кроме того, в его честь названа гряда Геттара (Dorsum Guettard) на Луне, в Море Познанном.
В 1759 году Геттар был избран иностранным членом Шведской королевской академии наук. Жан-Этьен Геттар скончался в Париже 7 января 1786 года.

## Некоторые научные работы
- Guettard, J.-É. (1747). Observations sur les plantes. 2 vols.

## Роды, названные в честь Ж.-Э. Геттара
- Guettarda L., 1753